# North Point - Tower A
La North Point - Tower A est un gratte-ciel de 226 mètres construit en 2010 à Pattaya (Thaïlande). 